# 애코와 친구들
《애코와 친구들》은 EBS와 픽토 스튜디오가 만든 대한민국의 애니메이션으로, 2019년 11월 25일부터 2020년 1월 21일까지 EBS 1TV에 방영했으며, 후속작인 수리수리 넘버랜드는 YGRAM이 애니메이션 제작에 새로 참여한데다가, 2024년 11월 25일부터 12월 24일까지 매주 월~화요일 오전 7시에 같은 채널에서 방영하고 있다.

## 등장인물

### 애코와 친구들
| 등장인물 | 동물   | 카드       | 사칙 연산 | 성우   |
| -------- | ------ | ---------- | --------- | ------ |
| 애코     | 코끼리 | 하트       | 곱하기(×) | 이지현 |
| 짜박     | 박쥐   | 다이아몬드 | 빼기(-)   | 정혜원 |
| 야곰     | 곰     | 스페이드   | 더하기(+) | 홍소영 |
| 봉고     | 고래   | 클로버     | 나누기(÷) | 엄상현 |

### 숫자 친구들
| 등장인물 | 동물   | 숫자 | 성우   |
| -------- | ------ | ---- | ------ |
| 똥강     | 개     | 1    | 강시현 |
| 망고     | 고양이 | 2    | 김채하 |
| 날숭     | 원숭이 | 3    | 윤은서 |
| 루사     | 사슴   | 4    | 정혜원 |
| 꿈돈     | 돼지   | 5    | 신용우 |
| 아양     | 양     | 6    | 장은숙 |
| 알토     | 토끼   | 7    | 여민정 |
| 푸닥     | 닭     | 8    | 박리나 |
| 갈구     | 너구리 | 9    | 장은숙 |
| 디용     | 용     | 10   | 김은아 |

### 마구마우 패밀리
| 등장인물        | 동물 | 숫자 | 성우                         |
| --------------- | ---- | ---- | ---------------------------- |
| 마구마우        | 소   | 100  | 신용우                       |
| 소빵쥐와 대빵쥐 | 쥐   | 0    | 여민정-소빵쥐, 박리나-대빵쥐 |

## 제작진

### 1기
- 제작지원: 방송통신위원회, 방송통신발전기금
- 책임 프로듀서: 남한길
- 프로듀서: 이민수
- 총괄 프로듀서: 전유혁
- 기획: 태융
- 감독: 김성관
- 제작 프로듀서: 주영진
- 제작 팀장: 남혜인
- 조연출: 정예진, 이슬기
- 시나리오: 김성관, 김영우, 김은경, 김혜연
- 스토리보드: 박생기, 정예진, 이윤정, 김성관, 김나현, 이진아, 이슬기, 박세리, 이한솔
- 캐릭터 디자인: 태융
- 콘셉트 디자인: 태융, 이진아, 이다경, 박세리, 이한솔, 김효선, 김영민
- 모델링/맵핑: 이다경, 최종재, 김동근
- 리깅: 이다경, 최중재
- VFX: 김성관, 이진아
- 합성: 남혜인
- 편집: 김성관, 이진아, 이한솔, 정예진, 이슬기, 양진형, 김유경
- 프로젝트 매니저: 전은정
- 마케팅: 이한철, 이승희, 최은미
- 라이선싱 디자인: 배꽃님, 김희경, 이세라
- D.I/HD컨버팅: SBA미디어콘텐츠센터(함종민, 서수미, 이명훈, 전혜수)
- 외주 제작: 반디글로벌, (주)긱스소프트, (주)블루마스, (주)백상
- 자문: 후성규, 설선영
- 제작 지원: 한국콘텐츠진흥원
- 음악/음향: 이소영, 해솔뮤직(이미혜, 최원석)
- 녹음/믹싱: SOUND DEPOT(김학주)
- 오프닝 작사: 태융
- 개념송 작사: 김성관
- 컴퓨터 그래픽: 임태식
- 음향: 김진호
- 기술 감독: 이순경
- 연출: 김래경
- 기획: EBS
- 제작: EBS, (주)픽토스튜디오

### 수리수리 넘버랜드
- 제작지원: 방송통신위원회, 방송통신발전기금
- 책임 프로듀서: 이선희
- 프로듀서: 곽내영
- 총괄 프로듀서: 전유혁
- 기획: 태용
- 감독: 곤
- 제작 프로듀서: 김다혜, 이학수
- 제작팀장: 최기옥
- 조연출: 장지영
- 시나리오: 장지영, 김다혜
- 스토리보드: 장지영
- 캐릭터 디자인: 태융
- 콘셉트 디자인: 전수진, 강다현
- 레벨 디자인: 최기옥, 김은선, 박준환
- 모델링/리깅: 장지영, 권혁성
- 경험 제작: 박준환
- 촬영: 모양몬, 오잉오잉, 너굴몬, 캬라멜이미
- VFX: 곤
- 합성/편집: 김은선, 신수연, 옹은혜, 강다현
- 프로젝트 매니저: 김태은
- 재무 관리: 박민선
- 마케팅: 장우성, 장유신, 한민성
- 라이선싱 디자인: 남윤지
- 행정 지원: 윤서하
- 외주 제작: AIOI STUDIO
- 제작기술 자문: 국립순천대학교(이진희 교수)
- 음악: 동민호, 유태진
- 음향: 사운드 디포
- 녹음/믹싱: 이승훈(사운드 디포)
- 오프닝 작곡: 유태진, 동민호
- 오프닝 작사: 장유신, 남윤지
- 오프닝 노래: 김하연
- 문자 그래픽: 김남시
- 기술 감독: 유귀성
- 연출: 김래경
- 기획: EBS
- 제작: EBS, (주)픽토스튜디오

## 방영 목록

### 1기
| 회차       | 제목                    | 방송 일자        |
| ---------- | ----------------------- | ---------------- |
| 1화        | 용기가 필요해           | 2019년 11월 25일 |
| 2화        | 욕심쟁이 망고           | 2019년 11월 26일 |
| 3화        | 바나나 회오리 소동      | 2019년 11월 27일 |
| 4화        | 4등 해도 괜찮아         | 2019년 12월 2일  |
| 5화        | 진짜 꿈돈이를 찾아라    | 2019년 12월 3일  |
| 6화        | 아양이의 별이 사라진 밤 | 2019년 12월 4일  |
| 7화        | 알토의 수리백과         | 2019년 12월 9일  |
| 8화        | 푸닥이는 잔소리쟁이     | 2019년 12월 10일 |
| 9화        | 용감한 갈구             | 2019년 12월 11일 |
| 10화       | 울지마 디용아           | 2019년 12월 16일 |
| 11화       | 알토의 아이스크림 가게  | 2019년 12월 17일 |
| 12화       | 똥강이의 소원           | 2019년 12월 18일 |
| 13화       | 겁쟁이 망고             | 2019년 12월 23일 |
| 14화       | 슈퍼날숭맨              | 2019년 12월 24일 |
| 15화       | 꿈돈이가 커졌어         | 2019년 12월 25일 |
| 16화       | 젤리는 맛있어           | 2019년 12월 30일 |
| 17화       | 갈구의 마술 상자        | 2019년 12월 31일 |
| 18화       | 디용아 까꿍             | 2020년 1월 1일   |
| 19화       | 마리는 내 친구          | 2020년 1월 6일   |
| 20화       | 보물을 찾아라           | 2020년 1월 7일   |
| 21화       | 똥강이의 여행           | 2020년 1월 8일   |
| 22화       | 이상한 뮤직 젤리        | 2020년 1월 13일  |
| 23화       | 아양이의 보물지도       | 2020년 1월 14일  |
| 24화       | 날숭이와 푸닥이의 대결  | 2020년 1월 15일  |
| 25화       | 루사의 넘버 데이        | 2020년 1월 20일  |
| 최종화(26) | 엉뚱한 풍선 기계        | 2020년 1월 21일  |

### 수리수리 넘버랜드
| 회차 | 제목                     | 방송 일자        |
| ---- | ------------------------ | ---------------- |
| 1화  | 숫자 미로의 모험 1       | 2024년 11월 25일 |
| 2화  | 숫자 미로의 모험 2       | 2024년 11월 26일 |
| 3화  | 알쏭달쏭 자물쇠          | 2024년 12월 2일  |
| 4화  | 사라진 시계탑의 숫자     | 2024년 12월 3일  |
| 5화  | 해골 선장의 유령선       | 2024년 12월 9일  |
| 6화  | 어질어질 캣타워          | 2024년 12월 10일 |
| 7화  | 피에로의 장난감 상자     | 2024년 12월 16일 |
| 8화  | 미끌미끌 산타카          | 2024년 12월 17일 |
| 9화  | 불타는 해골 관람차 1     | 2024년 12월 23일 |
| 10화 | 불타는 해골 관람차 2     | 2024년 12월 24일 |
| 11화 | 마녀의 독 수프           | 2025년 7월 7일   |
| 12화 | 빙글빙글 회전목마        | 2025년 7월 8일   |
| 13화 | 끈적끈적 대왕 거미 숲(1) | 2025년 7월 14일  |
| 14화 | 끈적끈적 대왕 거미 숲(2) | 2025년 7월 15일  |
| 15화 | 심술쟁이 대왕 문어       | 2025년 7월 21일  |
| 16화 | 오싹한 저승사자의 탑     | 2025년 7월 22일  |
| 17화 | 바비디 숲의 비밀         | 2025년 7월 28일  |
| 18화 | 반짝, 어둠을 밝히자      | 2025년 7월 29일  |
| 19화 | 배터리를 찾아라          | 2025년 8월 4일   |
| 20화 | 숨겨진 숫자를 찾아라     | 2025년 8월 5일   |
| 21화 | 요리조리 해골 산타       | 2025년 8월 11일  |
| 22화 | 위로 위로 거대 상어      | 2025년 8월 12일  |
| 23화 | 공포의 거대 용           | 2025년 8월 18일  |
| 24화 | 달려 달려 대왕 거미      | 2025년 8월 19일  |
| 25화 | 풍덩풍덩 대왕 문어       | 2025년 8월 25일  |
| 26화 | 숫자 대마왕 마구마우     | 2025년 8월 26일  |